# Безпанцирні земноводні
Безпанцирні (лат. Lissamphibia) — підклас земноводних. До цього підкласу належать всі сучасні земноводні.
Поділяються на три сучасні ряди:
- Хвостаті (саламандри, тритони)
- Безхвості (жаби, ропуха, квакші)
- Безногі земноводні (червяги).

## Еволюція і систематика

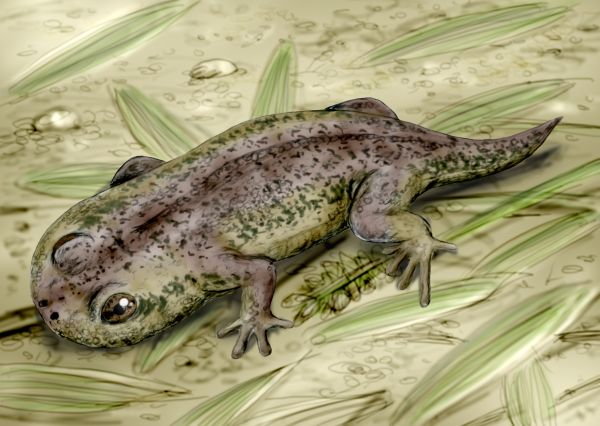
Реконструкція зовнішнього виду Gerobatrachus hottoni

Є кілька гіпотез походження безпанцирних:
- Всі безпанцирні походять від темноспондильних амфібій.
- Всі безпанцирні походять від тонкохребцевих амфібій.
- Безпанцирні не є монофілетичною кладою. Безхвості земноводні походять от темноспондилів, а безногі і хвостаті земноводні — від тонкохребцевих.

Дослідження 2011 року, що провело морфологічний аналіз сучасних і викопних земноводних підтверджують другу з вищенаведених гіпотез.
В 2008 році в пермських покладах Техасу була знайдена скам'янілість Gerobatrachus hottoni віком 290 млн років. Ця тварина була віднесена до темноспондилів, але володіла рядом характеристик, характерним бесхвостим і хвостатим земноводним. Ця знахідка, заповнила пробіл між мезозойськими безхвостими і хвостатими земноводними і їхніми палеозойськими пращурами. Вона також показала, що хвостаті і безхвості земноводні ближчі між собою, ніж до безногих земноводних.